# Маневская, Анастасия Александровна
Анастасия Александровна Маневская (укр. Манєвська Анастасія Олександрівна; род. 9 сентября 1998, Запорожская область) — украинская тяжелоатлетка, выступающая в категории до 87 кг. Серебряный призёр чемпионатов Европы 2022, 2023 и 2024 годов, бронзовый призёр чемпионата Европы 2025 года.

## Карьера
В 2019 году на молодёжном чемпионате Европы в Бухаресте в весовой категории до 81 килограмма завоевала серебряную медаль. В 2021году на аналогичном турнире в финском Рованиеми в категории до 81 кг стала чемпионкой Европы с результатом 225 кг по сумме двух упражнений.
На взрослом чемпионате Европы 2022 года в Тиране завоевала серебряную медаль в категории до 87 килограммов. Её результат по сумме двух упражнений 237 килограмма. В упражнении «рывок» с весом 107 кг завоевала малую серебряную медаль, в другом упражнении «толчок» стала второй (130 кг).
В Ереване, на чемпионате Европы 2023 года в категории до 87 кг завоевала серебряную медаль с результатом 238 кг по сумме двух упражнений. В отдельных упражнениях также ей достались две малые серебряные медали.
В Саудовской Аравии, где состоялся Чемпионат мира по тяжёлой атлетике 2023 года, украинская спортсменка в категории до 87 кг завоевала малую бронзовую медаль чемпионата мира в рывке с результатом 106 кг. В толчке она не поднималась на помост.
В феврале 2024 года на чемпионате Европы в Софии Анастасия завоевала серебряную медаль по сумме двух упражнений с результатом 230 кг. В упражнении толчок она завоевала малую серебряную медаль (128 кг).
На чемпионате Европы 2025 года в Кишинёве в весовой категории до 87 кг завоевала бронзовую медаль с итоговым результатом 235 кг.
Получает высшее образование в Запорожском национальном университете.

## Достижения
Чемпионат Европы
| Результат | Вес      | Год  | Место соревнований | Рывок | Толчок | Общий вес |
| Серебро   | до 87 кг | 2022 | Тирана, Албания    | 107,0 | 130,0  | 237,0     |
| Серебро   | до 87 кг | 2023 | Ереван, Армения    | 108,0 | 130,0  | 238,0     |
| Серебро   | до 87 кг | 2024 | София, Болгария    | 102,0 | 128,0  | 230,0     |
| Бронза    | до 87 кг | 2025 | Кишинёв, Молдова   | 105,0 | 130,0  | 235,0     |